# E. J. Harnden
Pour les articles homonymes, voir Harnden.
E. J. Harnden est un curleur canadien né le 14 avril 1983 à Sault-Sainte-Marie, en Ontario. Il remporte la médaille d'or du tournoi masculin aux Jeux olympiques d'hiver de 2014 à Sotchi, en Russie.